# روم باستان
روم باستان تمدنی بود که از قرن هشتم قبل از میلاد در شبه‌جزیره ایتالیا شکل گرفت و در کنار دریای مدیترانه و به مرکزیت شهر رم چنان گسترش پیدا کرد که در قرن یکم و دوم میلادی به یکی از بزرگ‌ترین امپراتوری‌های باستان (با حدود ۲۰٪ از جمعیت آن زمان) تبدیل گشت.
تمدن روم باستان به دو دورهٔ جمهوری روم و امپراتوری روم تقسیم می‌شود. دربارهٔ آغاز جمهوری روم اتفاق نظر وجود ندارد. یکی از فرضیه‌های غالب دربارهٔ منشأ جمهوری روم این است که در قرن ششم قبل از میلاد مسیح رومیان که از ستم لوکیوس تارکوئینیوس متکبر، آخرین پادشاه روم، به ستوه آمده بودند دست به قیام زدند و در ۵۰۹ ق.م. نظام پادشاهی را برانداختند و جمهوری روم را پایه‌گذاری کردند. وظیفهٔ قانون گذاری در جمهوری روم به عهدهٔ سنا بود و هر سال دو نفر از اهالی شهر به قید قرعه به عنوان کنسول (بالاترین مقام اجرایی) انتخاب می‌شدند. جمهوری روم در سال ۲۷ ق.م. و پس از قتل سزار به امپراتوری روم تغییر پیدا کرد.
حکومت اولین امپراتور روم، آگوستوس، در سال ۲۷ قبل از میلاد آغاز شد. این حکومت شاهد آغاز پاکس رومانا، دوران ثبات سیاسی و شکوه فراوان که حدود ۲۰۰ سال ادامه داشت، بود. در طول این دوره، امپراتور روم به مدیترانه و بخش اعظم اروپای غربی حکومت می‌کرد. امپراتوری به شکل کاملی سازماندهی شده بود و به خوبی اداره و کنترل می‌شد. یک شبکه از راه‌ها سرزمین‌های امپراتوری را به پایتخت، رم، متصل می‌کرد. لژیونر‌های آموزش دیده روم از تمام نقاط بحرانی در طول مرزهایش دفاع می‌کردند.
رومیان نسبت‌به قبایلی که مطیع خویش می‌کردند سیاست عاقلانه‌ای پیش‌می‌گرفتند: به عقاید و آداب و رسومشان احترام می‌گذاشتند و در آن مداخله نمی‌کردند، بدیشان استقلال محلی می‌دادند و از هیچ‌گونه بردباری و مهربانی و خوشرفتاری نسبت‌به آنان خودداری نمی‌ورزیدند. تسلط خویش را بدین نحو بر آنان مسلم می‌کردند که اولاً دسته‌هایی از قبیلهٔ خود را در میان آنان جای‌می‌دادند؛ ثانیاً راه‌های نظامی می‌ساختند تا مراکز آنان را مستقیماً به پایتخت مربوط کنند؛ ثالثاً آنان را ملاطفت می‌کردند تا به حکومتشان متمایل شوند. بدین‌ترتیب، رفته‌رفته طوایف دیگر شبه‌جزیره ایتالیا با لاتینان پیوند کردند و همخون شدند و عادات و زبان رومیان را اخذ نمودند و ملت روم از میان آنان به‌وجود آمد. آنان پس از پیروزی در دومین جنگ کارتاژ تمام شبه‌جزیره را از آنِ خود کردند و بعدها اسپانیا و گالیا (فرانسه) و بریتانیا را نیز تصرف کردند و در ۹۲ ق. م، دولت روم با شاهنشاهی اشکانی همسایه شد و در ۹۸ میلادی روم شامل تمام دنیای مغرب بود: اسپانیا و گالیا و رود راین و بریتانیا و سوئیس و رود دانوب و ایلیریا و بالکان و آسیای صغیر و مصر و سواحل شمالی آفریقا.
امپراتوری روم دو نتیجهٔ بزرگ برای دنیای غرب به‌بارآورد: یکی متحد کردن طوایف و اقوام مختلف اروپا زیر یک بیرق و تشکیل کشوری پهناور و دولت نیرومند؛ دوم حفظ تمدن یونان و روم از زوال کامل هنگام هجوم قبایل وحشی در قرن پنجم میلادی. اگر رومیان مانند روس‌ها و اتریشیان و آلمانیان می‌کوشیدند تمدن خود را بر قبایل مغلوب تحمیل کنند، یک ملت و امپراتوری نیرومند ایجاد نمی‌شد. هنر بزرگ رومیان آشنایی با شیوهٔ حکمرانی بود؛ آنان با ملل و اقوام مغلوب مهربانی می‌کردند و به آنان نشان می‌دادند که منافعشان با منافع روم یکی است، به هرمحل استقلال داخلی می‌دادند، عضویت جامعهٔ روم و پذیرفتن تابعیت آن را برایشان آزاد می‌گذاشتند و به آنان حق می‌دادند که به‌مقامات عالی نایل شوند. در نتیجه، قبایل مغلوب حاضر می‌شدند از شخصیت خود چشم بپوشند و از جامعه و دین و عادات و نام‌خانوادگی و زبان قبیلهٔ خود دست‌بدارند. بدین‌ترتیب، وحدت زبان و قانون و پول و قواعد بازرگانی پدید آمد و آرامش و نظم در امپراتوری برقرار شد و همه از نعمت نظم و امنیت بهره‌مند شدند؛ زبان لاتین همگانی شد و جملگی اتباع ــ غیر از طبقات پست ــ بدان تکلم کردند، و تنها در مدیترانه شرقی زبان و فرهنگ یونانی برتری داشت که در آنجا نیز رومیان نکوشیدند زبان و فرهنگشان را بر مردم تحمیل کنند، بلکه با فراست از علوم و ادبیات آنان استفاده بردند و تمدن خود را گستراندند.
ابن خلدون درباب یونانیان و رومیان می‌گوید: «این امت‌ها از بزرگ‌ترین امت‌های عالمند و پادشاهی و قدرتشان از همه گسترده‌تر بوده است. آنان دو دولت بزرگ داشتند: یکی دولت اسکندر و دیگر دولت قیاصره.»

## امپراتوری روم
از قرن سوم قبل از میلاد، رومی‌ها شروع به تشکیل امپراتوری خود کردند. تا قبل از قرن دوم میلادی، رومی‌ها بیشتر نواحی غرب اروپا، شرق نزدیک، و شمال آفریقا را تحت کنترل داشتند. موفقیت امپراتوری روم نتیجه استفاده از لژیون‌های بسیار ورزیده و تعلیم دیده و مدیریت بسیار مؤثر آن‌ها بود که از مرکز پایتخت رم، به خوبی کنترل می‌شد.

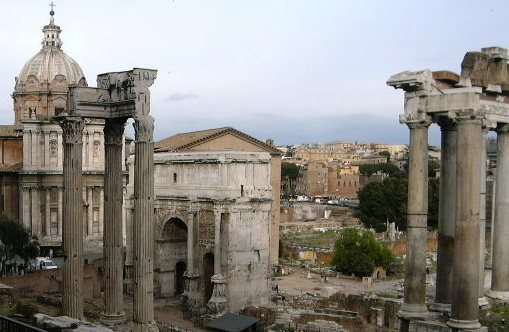
خرابه‌های امپراتوری رومیان باستان

در سال ۲۷ قبل از میلاد اکتاویان (۶۳ قبل از میلاد - ۲۴ میلادی)، اکتاویان یا همان اگوستوس سزار، اولین امپراتور روم می‌شود. اگوستوس، که به مدت ۴۰ سال بر امپراتوری روم حکومت کرد، مسئولیت اداره آن را با مجلس سنا (گروهی از مسئولان اداره‌کننده روم)، تقسیم کرد. او از ارتش روم یک نیروی قوی و آموزش دیده ساخت. روم در طول حکومت او دورانی پر از صلح و شکوه را پشت سر نهاد. اگوستوس همچنین در مورد حفظ موقعیت خود به‌عنوان امپراتور خیلی دقت کرد. او یک گارد محافظ ایجاد کرد که به آن‌ها دستمزد خوبی می‌داد و آن‌ها را گارد پراتور می‌نامید.

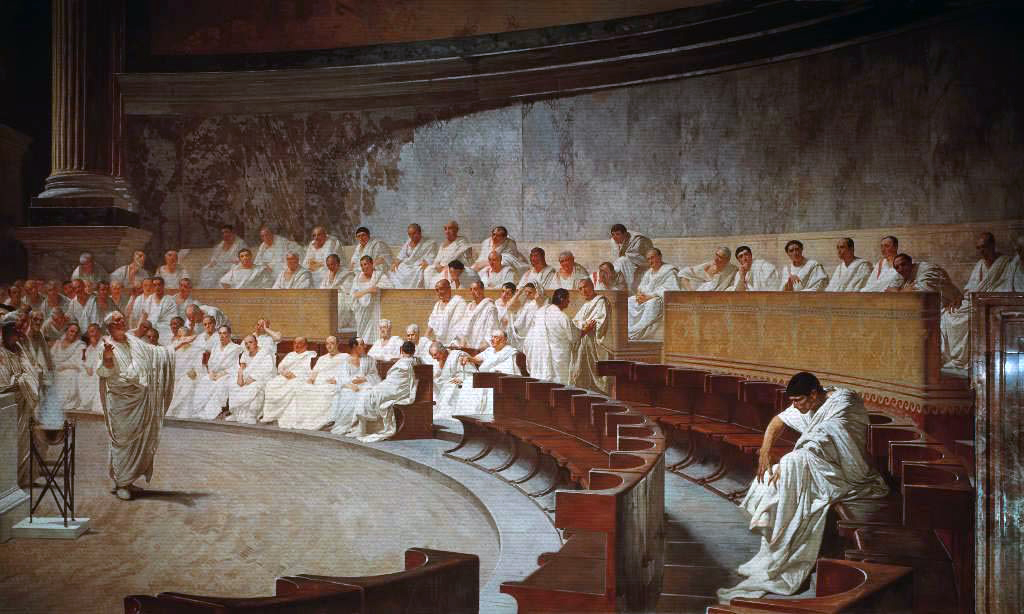
سنای روم

### کالیگولا، امپراتور دیوانه
اولین امپراتورهای رومی اعضاء خانواده اگوستوس بودند. گایوس سزار (۱۲–۴۱ میلادی)، که به کالیگولا (به معنی پوتین‌های کوچک) معروف بود، در سال ۳۷ میلادی به امپراتوری رسید. سربازان ارتش، که پدرش فرماندهی آنان را به عهده داشت، نام مستعار کالیگولا را به او دادند، چرا که او پوتین‌های سربازی کوچکی به پا می‌کرد.
بعد از آنکه کالیگولا امپراتور شد، سلامتی عقل خود را از دست داد. یکی از وقایعی که توسط تاریخ‌نگار رومی سیوتاتیوس (۶۹–۱۰۴ میلادی) ثبت شده است، توضیح می‌دهد که کالیگولا به ارتش بسیار آموزش دیده و قدرتمند خود دستور داد در ساحل دریا صدف حلزون جمع کنند. او به اسب مورد علاقه خود لقب کنسول (عنوان یکی از مسئولان رده بالای روم)، داده بود. وی همچنین با خواهر خود، «دروسیلا» ازدواج کرد، اما بعداً او را کشت. اعضای گارد محافظ او (پراتورها) در سال ۴۱ میلادی، او را به قتل رسانند.

### نرون
آخرین امپراتوری که به خانواده اگوستوس تعلق داشت، نرون (۳۷–۶۸ میلادی) بود. در سال ۵۴ میلادی، مادر زیرک و جاه طلب او، آگریپینا (۱۵–۵۹ میلادی)، شوهر سوم خود را مسموم کرد. شوهرش امپراتور کلودیوس (۱۰ قبل از میلاد تا ۵۴ میلادی) بود. در نتیجه پسر ۱۶ ساله او جانشین پدرخوانده شد. بعد از آغاز امیدوارکننده حکومت او، نرون بی‌نهایت بی رحم و فاسد شد. وقتی اگریپینا در کلیه دولت و زندگی خود سرانه فرزندش بیش از حد، هر روز و به‌طور پرانرژی دخالت مؤثر و نیرومندی کرد، نرون او را کشت. او به خاطر ضیافت‌های وحشی خود و توهم او در مورد استعدادش در شعر و موسیقی، شهرت داشت.

### رم در آتش
در سال ۶۴ میلادی، آتش‌سوزی بزرگی شهر رم را نابود کرد. نرون تظاهر کرد که قصد داشته تا شهر رم را با طرح جدیدی بازسازی کند. بسیاری از مردم رم عقیده دارند که خود نرون عمداً آتش‌سوزی را آغاز کرده است. اما به هر حال، «نرون گروه مذهبی جدید، یا مسیحیان را مقصر دانست» و آن‌ها را کشت. مخالفان حکومت نرون آنقدر قدرت گرفتند که او را مجبور کردند در سال ۶۸ میلادی، خود کشی کند.

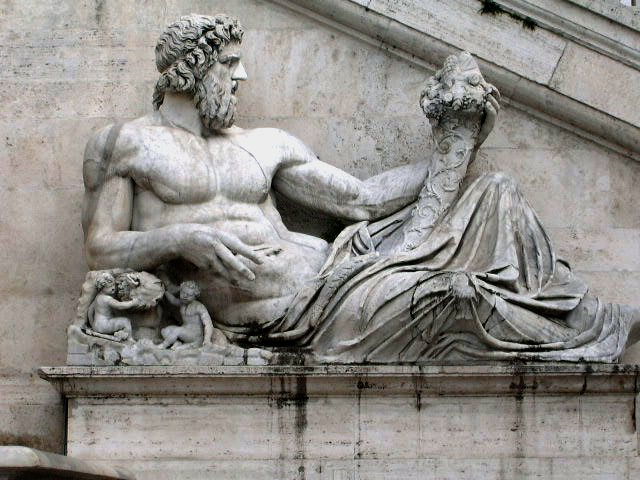
مجسمهٔ رومی

### امپراتورهای بعد نرون
در سال بعد از مرگ نرون، ۴ امپراتور بر سر کار آمدند. یک فرمانده نظامی به نام گالبا (۳ قبل از میلاد تا ۶۹ میلادی)، ابتدا قدرت را در دست گرفت. گالبا به‌وسیله گارد پراتور، کشته شد. این گارد اتو (۳۲–۶۹ میلادی)، (حاکم استان رومی اسپانیا) را به عنوان امپراتور اعلام کرد. لژیون روم که در آلمان مستقر بود، با شنیدن این خبر، فرمانده خود وتیلیوس (۱۵–۶۹ میلادی)، را به عنوان امپراتور معرفی کردند. وسپاسیان (۹–۷۹ میلادی)، یک فرمانده رقیب، وارد رم شد. او وتیلیوس را کشت و خود امپراتور شد.

### انتخابات جانشین
وسپاسیان سنتی را ایجاد کرد که بر اساس آن، یک امپراتور حاکم در طول حکومت خود جانشین خود را انتخاب می‌کرد؛ و سپاسیان نظم را به روم بازگرداند. او همچنین یک برنامه ساختمان‌سازی که شامل استادیوم ورزشی رم بود، آغاز کرد. ساخت این آمفی تئاتر بزرگ که سرگرمیهای عمومی در آن اجرا می‌شد، در طول حکومت فرزند وسپاسیان، تیتوس (۳۹–۸۱ میلادی)، که بعد از پدرش به امپراتوری رسید، پایان یافت.

### امپراتوری استانی
در قرن دوم میلادی، خانواده‌های حاکم روم، صاحب نفوذ کمتری در امر انتخاب امپراتور بودند. شهروندان استان‌های رومی شروع به اشغال پستهای عالی‌رتبه در دولت و ارتش، کردند. امپراتورهای بعدی روم از استان‌های درون امپراتوری روم، انتخاب می‌شدند.

### تراژان
امپراتور تراژان (۵۳–۱۱۷ میلادی) در یکی از استان‌های روم به نام آیبیریا (اسپانیای امروز) به دنیا آمد. او یک فرمانده نظامی بزرگ بود و در طول حکومتش، امپراتوری روم از نظر وسعت به اوج خود رسید. وی پیروزیهای نظامی خود را با ساخت بناهای یادبود (ستونهای تراژان)، جشن می‌گرفت. این ستونها به‌وسیله مجسمه‌هایی که پیروزیهای معروف او را نشان می‌دادند، تزئین شده بودند. از وقایع دوران حکومت او حمله به ایران اشکانی است.

### هادریان
پسر خوانده تراژان، هادریان (۷۶–۱۳۸ میلادی) بعد از او به امپراتوری روم رسید. هادریان بیشتر دوران حکومتش را به مسافرت در استان‌های مختلف امپراتوری روم گذراند. او موانع ثابتی در مقابل حمله بربرها که به این سرزمین‌ها روم حمله می‌کردند، بنا کرد. نمونه چنین بناهای دفاعی، دیوار هادریان، هنوز در شمال غربی انگلیس باقی‌مانده‌اند. هادریان همچنین تغییرات زیادی ایجاد کرد که اداره امپراتوری روم را آسان‌تر می‌کرد.

## ویژگی‌های اجتماعی، دینی، سیاسی، نظامی، آموزشی و اداری

### چگونگی توسعهٔ قلمرو
رویهٔ رومیان در بسط قدرت و تسلط‌بر کشورهای مجاور بدین ترتیب بود که وقتی بر کشوری مسلط می‌شدند، در مقام تصرفش برنمی‌آمدند، بلکه با او قرارداد می‌بستند و شرایط سنگین بدو تحمیل می‌کردند و آن ملت را رفته‌رفته جزء جمهوری روم می‌کردند و، بدون اینکه آن ملت متوجه کیفیت و کمیت تسلط رومیان شود، استقلالش را می‌گرفتند. آنان عادت داشتند آهسته‌آهسته پیش بروند و ملل مختلف را به تبعیت عادت دهند؛ به‌یکباره اقدام حادی ــ ازجمله تصرف کشوری ــ نمی‌کردند مگر اینکه ابتدا پایهٔ فتوحات خود را محکم کرده باشند. آنان با صبر و حوصله ملل را در جمهوری مستحیل می‌کردند، زیرا معتقد بودند که مردم باید ابتدا به تبعیت و اطاعت خو بگیرند؛ مثلاً، وقتی آنتیوخوس سوم را سرکوب نمودند، بر آسیا (استان روم) و افریقا و یونان مسلط شدند ولی تصرفی در آنجاها نکردند. رومیان برای تربیت ملل مغلوب بسیار تلاش می‌کردند؛ برای نمونه، قوم سامنیت‌ها تنها پس از ۲۴ دفعه جنگ با رومیان توانست در عداد سربازان رومی درآید.

### جنگاوری
در دورهٔ جمهوری، کنسولان جنگ را لازمهٔ ریاست و بلکه موجودیت و زیست ملت روم می‌دانستند و مردم را طوری عادت داده بودند که به‌محض رسیدن به کنسولی اولین قدم تهیه و تدارک جنگ بود و نمی‌گذاشتند آتش جنگ گذشته سرد شود و جنگ‌های بی‌محابا و فتح و ظفر و چیره‌شدن بر دشمن و، در نتیجه، کشورگشایی جزو شرافت مردم شده بود و بدان افتخار می‌کردند. جنگ برای آنان یک سنت عادی و دائمی شده بود. رومیان چون دائم در جنگ بودند، در فنون رزم‌آرایی و نبرد مهارت به‌سزایی یافتند و نتیجهٔ جنگ‌های دائمی این شد که هیچ‌وقت صلح نمی‌کردند مگر به‌عنوان فاتح، زیرا معتقد بودند که نباید به‌عنوان یک مغلوب صلح کنند، و چون بعد از هر صلحی بلافاصله جنگ با قومی دیگر آغاز می‌کردند، نمی‌خواستند نام «صلح» به‌میان آید. قراردادها و مقاوله‌نامه‌ها و معاهدات رومیان فقط برای این بود که جنگ موقتاً متوقف شود، و هیچگاه قراردادهای صلح را از روی حقیقت و خلوص‌نیت و به‌قصد صلح دائمی منعقد نمی‌کردند زیرا دائم به‌فکر تسخیر بودند. بعضی اوقات هم که قرارداد صلح را با شرایط نسبتاً معتدل می‌بستند، به‌محض اینکه صلح می‌شد، در عمل شرایط سنگین و موهن بر آن می‌افزودند که طرف را وادار به جنگ می‌کرد و همین را بهانهٔ نقض‌عهد و ادامهٔ جنگ قرار می‌دادند. در موقع شکست، از بازخرید اسیران امتناع می‌کردند و زنانشان اجازهٔ گریستن نداشتند و ارتش مغلوبشان را بدون هیچ‌گونه مزد فوراً به‌خدمت وامی‌داشتند و به جزایر نزدیک، مثل سیسیل، می‌فرستادند تا وقتی که دشمن از خاک روم خارج شود. با اینکه غالباً فاتح بودند و دنبالهٔ فتح همیشه استراحت و عیش‌وعشرت است، آنان همیشه حاضر به جنگ بودند و دنبال استراحت و تعیش نمی‌رفتند؛ شدت و پایداری و سختی در اینکه حتماً پیروزی نصیب سپاه روم شود روم را پیوسته در کوشش نگاه می‌داشت. اگر جنگ‌های رومیان بدون زحمت به نتایج مطلوب می‌رسید و می‌توانستند به‌سرعت شهرها را فتح کنند، مسلماً زوال و انحطاط در بینشان رخنه می‌کرد و نمی‌توانستند موقعی که هانیبال یا گل‌ها یا پیروس به روم حمله بردند مقاومت کنند و زود از پای‌درمی‌آمدند.

#### انضباط نظامی و انعطاف در شیوه‌های جنگی
در روم‌باستان، به‌قدری به انضباط اهمیت می‌دادند که کنسولْ مانلیوس برای حفظ انضباط و اقتدار فرماندهی خود پسرش را به‌عنوان اینکه بدون‌اجازه بر دشمن حمله برده است کُشت، آن‌هم درحالی که او پیروز شده بود. لوکیوس کورنلیوس سولا سربازان را چنان به کار و زحمت و ریاضت وامی‌داشت که آنان آرزوی جنگ می‌کردند تا از زحمت و رنج کار برهند؛ و هرگاه احساس می‌کرد که از جنگ هراس و نگرانی دارند (برای نمونه، در موقع جنگ با مهرداد ششم) آنقدر آنان را به کارهای شاق وامی‌داشت که آرزوی جنگ کنند. تمام این اعمال برای اجتناب از تن‌آسانی و عیش‌وعشرت صورت می‌گرفت، زیرا رومیان از استراحت و عیش بیشتر از جنگ بیمناک بودند. برخلاف بسیاری از ارتش‌ها که بیشتر اتکایشان به کثرت افراد بود، ارتش روم از حیث تعداد قلیل بود و، برای همین، بیشتر به قدرت معنوی و انضباط خود اتکا داشت. چون نظم و انضباط به‌حد کمال بود، به‌ندرت اتفاق می‌افتاد که از هم جدا شوند یا متفرق گردند، و حتی بعد از شکست سخت نیز فوراً به‌هم می‌پیوستند و به‌دلیری و نیرومندی خود تکیه می‌کردند؛ بنابراین، اتحاد و انضباط و دلیری جانشین کثرت افراد بود. همچنین، به‌واسطهٔ قلت افراد فرمانده به‌حال و وضعیت نفرات خود وقوف کامل داشت و می‌توانست بهتر مراقبت نماید. اگر رومیان به‌واسطهٔ کثرت عدهٔ دشمن یا هر علت دیگری شکست می‌خوردند، سرانجام پیروزی با آنان می‌بود، زیرا دائماً جست‌وجو می‌کردند که بدانند علت موفقیت دشمن چه بوده است، و همین‌که آن را درمی‌یافتند، فوراً آن عامل را بین خود به‌وجود می‌آوردند. برای نمونه، اتروسکان در ملاءعام با یکدیگر ستیزه می‌کردند که به دیدن زخم و خون و ستیزه مأنوس شوند. رومیان این رسم را از آنان گرفتند و در بین خود رواج دادند تا خون و زخم برایشان عادی شود. آنان آنچه را در جنگ‌ها می‌آموختند در زمان صلح تمرین می‌کردند. از هرچیزی ممکن بود یک‌بار تعجب کنند اما بار دوم شیوهٔ خودشان می‌شد: پس از مشاهدهٔ فیل‌های جنگی اپیروس، جوانانِ خود را به اسب‌سواری بدون لگام عادت می‌دادند تا سواره‌نظامشان سریع‌تر بدود و با اسبان بی‌لگام از فیلان دشمن جلو بزند، یا وقتی شمشیرهای براق اسپانیاییان را دیدند، شمشیرهای خود را کنار گذاردند تا عین آن را اقتباس کنند، فن کشتی‌رانی را نیز، که تا قبل از جنگ اول کارتاژ بدان آشنا نبودند، با مهارت آموختند و به‌کار بستند. آنان از جزایر بالئاری فلاخن‌اندازی، از اهالی کرت کمان‌کشی و از اهالی رودس کشتی‌سازی و کشتی‌رانی را آموختند و از شمال آفریقا اسبان عالی به‌دست می‌آوردند و به‌کار می‌بستند.
رومیان هیچگاه در کشورهای دوردست جنگ نمی‌کردند مگر اینکه از پیش در همسایگی آن کشور دور یک متحد پیدا کرده و آن کشور را پایگاه خود قرار داده و ارتش آن کشور را با آنِ خود یکی کرده و در داخل آن کشور قوای ذخیره نگهداری کرده باشند؛ بنابراین، ارتش اصلی رومیان غالباً در روم می‌ماند و فقط تعداد کمی پیشقراول که به میدان رزم می‌فرستادند رومی بودند؛ در نتیجه، قوای روم در عقب جبهه و در ذخیره باقی‌می‌ماند و کمتر در معرض حوادث قرار می‌گرفت؛ حال‌آنکه دشمن تمام قوا و ارتش خود را یکدفعه به میدان جنگ می‌فرستاد. آنان در جنگ‌ها معمولاً بیش از یکی دو دسته روانهٔ کارزار نمی‌کردند و حتی در جنگ با بزرگ‌ترین پادشاهان نیز همین رویه را داشتند. تنها موقعی دسته‌های بی‌شمار بسیج کردند که با هانیبال کارتاژی و گل‌ها رویارو شدند زیرا هجوم آنان شدید بود. برای همین، قوای روم هیچگاه تحلیل نمی‌رفت و غالباً آماده می‌ماند.

#### تمرین
رومیان سربازانشان را ابتدا به راه‌پیمایی عادت می‌دادند و آنان می‌بایستی ۲۰ تا ۲۵ میل راه را ظرف پنج ساعت طی کنند و در طی این حرکت شاق، که تقریباً درحال دویدن می‌پیمودند، باید در حدود سی کیلوگرم بار همراه خود می‌داشتند؛ و پس از آن درحالی‌که سلاح‌های سنگین مثل شمشیر و نیزه و تبر حمل می‌کردند باید به جست‌وخیز می‌پرداختند و می‌دویدند؛ وزن اسلحه‌ها باید دوبرابر وزن سلاح‌های معمولی باشد، و چون سلاح رومیان سنگین‌تر از سلاح دیگران بود، سرباز رومی هم طبعاً باید قوی‌تر و نیرومندتر از دیگران باشد. بدین‌ترتیب، همیشه از طریق تمرین و ورزش و ریاضت آنان را چالاک و سبک بار می‌آوردند.

#### لژیون
پیاده‌نظام سنگین روم را لژیون می‌نامیدند. لژیون‌ها دستهٔ به‌خصوصی از سربازان روم بودند که در رشادت و سرسختی و میهن‌پرستی سرآمد اقران خود بودند و همیشه در جنگ‌ها وظیفهٔ طلایه‌دار را داشتند و در خط‌مقدم واقع می‌شدند و برای نزدیک به شش قرن عظمت و اقتدار روم را حفظ کردند.

#### اسلحه
اسلحهٔ لژیون‌ها سنگین‌ترین اسلحهٔ زمان خود بود و چون بنابر مقتضیات جنگ اسلحهٔ سنگین به‌تنهایی نمی‌تواند وظایف خود را انجام دهد، یک‌دسته از سربازان را با اسلحه‌های سبک در داخل لژیون‌ها جای‌می‌دادند که به‌سرعت بتوانند از لژیون‌ها جداشده و به‌سرعت برگردند و به لژیون بپیوندند.

### دین
نیکولو ماکیاولی، فیلسوف سیاسی ایتالیایی، می‌گوید: «نوما پومپیلیوس، دومین پادشاه پادشاهی روم، دین را ضروری‌ترین ستون تمدن می‌دانست و پایه‌های دین را در روم چنان استوار ساخت که خداپرستی در آنجا برای قرون متمادی پایدار ماند. اعمال مردم آن کشور نشان می‌دهد که شهروندان آن کشور از سوگندشکنی به‌مراتب بیش از قانون‌شکنی می‌ترسیدند، چون قدرت خدا را بالاتر از آنِ آدمیان می‌دانستند.» برای نمونه، پس از شکست رومیان از هانیبال در نبرد کانای، بسیاری از شهروندان روم نومید شدند و خواستند میهن را ترک کنند و به جزیرهٔ سیسیل بروند. شیپیو آفریکانوس چون از این ماجرا باخبر شد، با شمشیر برهنه در برابرشان ایستاد و وادارشان کرد سوگند بخورند که به میهنشان پشت نخواهند کرد. ایشان نیز سوگند خوردند و از مهاجرت چشم‌پوشیدند. یا وقتی سپاه روم مشغول محاصرهٔ شهر ویئی بود، سرداران رومی برای برقرار ساختن نظم در میان سپاهیان به دین توسل جستند. ماجرا چنین بود که در آن سال آب دریاچهٔ آلبانو بالا آمده و از کناره‌ها تجاوز کرده بود و سربازان از محاصرهٔ ده سالهٔ ویئی خسته شده بودند و می‌خواستند به خانه‌های خود برگردند؛ سرداران سپاه شایع کردند که آپولون و چند اراکل دیگر پیشگویی کرده‌اند که شهر ویئی در سالی به‌دست رومیان می‌افتد که دریاچهٔ آلبانو از کناره‌های خود تجاوز کند. سربازان همین‌که این داستان را شنیدند، به تصرف شهر امیدوار شدند و مشقات محاصره را تحمل کردند تا دیکتاتور مارکوس فوریوس کامیلوس شهر را متصرف شد. ماکیاولی نقش دین را در انضباط سپاه و اتحاد مردم و تقویت نیکان و شرمنده ساختن بدکاران اساسی می‌داند. آنان هنگام انتخاب کنسولان و لشکرکشی و حرکت دادن سپاه از شهر و پیش از شروع نبرد و دیگر امور مهم کشوری و نظامی از اوگورها می‌خواستند که از روی حرکت پرندگان فال بزنند و ببینند که خدایان با نقشه‌شان موافقند یا خیر. هرگاه که سپاه قصد حمله بر دشمن را می‌کرد، اوگورها بدین‌صورت فال می‌زدند که اگر ماکیان‌ها دانه بچینند، این امر به‌معنای پیشگویی پیروزی سپاه است، و اگر دانه نمی‌خوردند از حمله خودداری می‌شد.

### طبقات اجتماعی
طبقهٔ اعیان را پاتریکیان و تودهٔ ملت را پِلِبیان می‌نامیدند. میان این دو طبقه مدت ۲۵۰ سال (از ۵۰۹ ق.م. تا ۲۵۰ ق. م) بر سر مساوات و حقوق سیاسی و اجتماعی کشمکش بود تا رفته‌رفته توده‌ها به حقوق خویش نایل آمدند: نخست در ۵۰۹ ق. م، این حق را یافتند که از احکام صادره از مجلس سنا پژوهش بخواهند؛ در ۴۹۳ ق. م، توده‌ها با بست‌نشینی موفق به تأسیس کلانتر جدید و مردمیی به‌نام تریبون توده‌ها شدند که از ایشان در برابر دست‌درازی‌های اشراف محافظت می‌کرد؛ در ۴۴۹ ق. م، قوانینی موسوم‌به قوانین دوازده لوحه تصویب شد که پایهٔ مجموعهٔ قوانین و حقوق مدنی و جزایی روم شد؛ در ۴۴۵ ق. م، حق ازدواج با اعیان را پیدا کردند؛ در ۳۶۷ ق. م، توانستند در ادارات دولتی استخدام شوند و مقرر شد که یکی از کنسولان از میانشان برگزیده شود؛ در ۲۵۰ ق. م، امتیاز اعیان از میان رفت و با توده‌ها یکی شدند. شهروندان رومی از یک قانون و فرهنگ و زبان مشترک، لاتین، بهره‌مند بودند. در اوایل، شهروندی فقط به افرادی که در درون شهر رم ساکن بودند و سپس به کسانی که در شهرهای ایتالیازندگی می‌کردند، داده شد. در سال ۸۹ قبل از میلاد، در نتیجهٔ جنگ اجتماعی مقام شهروند به تمام ایتالیایی‌ها اعطا شد.

### آموزش
تا سال سیصد قبل از میلاد در روم آموزشگاه وجود نداشت و کودکان در خانه و کشتزار و صحرا و اردو اوصاف و خصال نیکو و منش نیاکان چون قناعت و احتیاط و دلاوری و جدیت و وظیفه‌شناسی و پافشاری و ثبات را به‌وسیلهٔ پندوسرمشق فرامی‌گرفتند. خواندن و نوشتن و حساب را پدر به پسر می‌آموخت و حکایات بزرگان روم را، که خدماتی به ملک و ملت کرده بودند، نقل می‌کرد و سرودهای جنگی تعلیمش می‌داد. پس از ۴۵۰ ق. م، هر کودک مجبور بود قوانین دوازده لوحه را یاد بگیرد و معنی آن را بفهمد. البته پسرانِ مهتران بیشتر از آنِ توده‌ها مطلب می‌آموختند و بهتر پرورش می‌یافتند، زیرا اطلاعات و معلومات طبقات ممتاز بیشتر بود. پس تا سیصد قبل از میلاد آموزش و پرورش منحصر بود بدانچه در خانه و کشتزار و میدان عمل می‌آموختند، زیرا تا آن‌زمان روم دولتی کوچک بود که با جهان خارج چندان ارتباطی نداشت و چنین تربیتی برایش کفایت می‌کرد، تا اینکه در ۲۰۱ ق. م، با پایان دومین جنگ کارتاژ، بر تمام شبه‌جزیرهٔ ایتالیا (خصوصاً سیسیل، که بدان یونان بزرگ می‌گفتند) دست‌یافتند و با یونانیان محشور شدند. از طرف دیگر، قبل‌تر، کشورگشایی‌های اسکندر کبیر (۳۳۴ تا ۳۲۳ ق. م) موجب شده بود که زبان یونانی در مدیترانهٔ شرقی انتشار یابد و در نتیجه بازرگانان و دانشمندان یونانی در تمام مدیترانه رفت‌وآمد و به روم نیز مسافرت کنند. این عوامل سبب شدند که دانستن زبان یونانی برای بازرگانی و سفارت لازم آید. پس اسیران یونانی را که از جنوب ایتالیا می‌آوردند به آموزگاری گماشتند. یکی از ایشان لیویوس آندرونیکوس یونانی بود که در جریان تصرف شهر تارانتو اسیر رومیان شد و کارش را به عنوان یک مربی در خدمت یک خانواده اشرافی در روم با ترجمه آثار یونانی به لاتین، از جمله ادیسهٔ هومر، آغاز کرد و در روم معلم یونانی و لاتین شد. به‌مرور زمان، این ترجمه جای قانون دوازده لوحه را گرفت و کتاب قرائت گردید. زبان لاتین در نتیجهٔ این ترجمه شکل ثابتی پیدا کرد و کتاب‌های دیگر یونانی نیز ترجمه شد و طرز آموزش و پرورش و سازمان فرهنگ یونان در روم مورد توجه و اقتباس واقع گشت.
دبستان را «لودوس» می‌نامیدند که در زبان لاتین به‌معنای «بازی» است. برنامهٔ تحصیلاتشان مانند آنِ مدارس یونان و عبارت‌از خواندن و نوشتن و حساب بود. دختر و پسر هردو حق ورود داشتند، لیکن عموماً پسرکان به‌دبستان می‌رفتند و از سن شش یا هفت آغاز می‌کردند و تا دوازده‌سالگی ادامه می‌دادند. روش آموختن همانند آنِ یونانیان بود: نخست، الفبا و سیلاب‌ها و واژه‌ها و اعراب را می‌آموختند، سپس خواندن و نوشتن را. هر شاگرد برای خود جزوه‌نویسی می‌کرد و بدین‌ترتیب کتاب تهیه می‌نمود. چون رومیان مردمان عملی بودند و عادت داشتند حساب هزینهٔ خانه را درست نگاه دارند و با جهان متمدن آن زمان نیز بازرگانی داشتند در دبستان به حساب بسیار اهمیت می‌دادند و وقت زیاد صرف آموختنش می‌کردند. دبیران یا یونانی بودند یا از لاتین‌هایی که یونانیان تربیت کرده بودند. ازاین‌رو، برحسب ملیت معلم دوگونه دبیرستان وجود داشت و آن‌هایی که در دست یونانیان بود بر بقیه برتری داشت و پایه و حقوق دبیرانش بهتر و بیشتر بود. برنامهٔ درسی عبارت بود از صرف‌ونحو و ادبیات یونانی و لاتین و انشاء و اخلاق و تاریخ و جغرافیا و کمی هندسه و هیئت؛ و منظور این بود که سخنوران و خدمتگزاران خوب تربیت کنند؛ از مواد بالا به ادبیات توجه خاص داشتند. برای اینکه دانش‌آموز از ادبیات در سخنوری بهره‌مند شود، وادارش می‌کردند جملات و عبارات را ازبرکند تا نیروی بیان و گفتارش بهبود یابد.
رومیان مشاغل را با عمل یادمی‌دادند. برای سربازی یا کشتکاری یا دولتمردی می‌بایست ابتدا شاگردی کرد یا در اعمال و امور جامعه شرکت جست تا ضمن کار شغل را فراگرفت. منظور از تربیت این بود که کودک نیرومند و تندرست باشد، خدایان و نهادهای دولتی (سنا و ارتش و کنسولان و کنسوران) را تکریم کند، اولیای خود را فرمان برد و قوانین را به‌حداعلی گرامی شمارد، به خانواده و نیاکان خود مباهات کند و در جنگ دلیر و پُردل باشد. نتیجهٔ چنین تربیتی این بود که پرورش‌یافتگانِ پیش از سدهٔ سوم قبل از میلاد نسبت‌به دولت و کشور تسلیم و فرمانبردار بودند، جنگجویی و سلحشوری‌شان وسیلهٔ تسلط‌بر شبهٔ‌جزیرهٔ ایتالیا شد، ملتی عملگرا و دوراندیش و معتقد به رسالت فرمانروایی بر گیتی تشکیل دادند و به نژاد خود می‌بالیدند و در فرمانداری و جدیت و پشتکار ممتاز بودند، لیکن، برخلاف یونانیان، عشق به جمال و زیبایی و نیرومندی در فکر و تخیل نداشتند.

### سخنوری
در جمهوری، آموزشگاه‌های سخنرانی به‌وجود آمد تا جوانان را برای مشاغل دولتی آماده سازد. رومیان این مدارس را از آموزشگاه‌های سخنرانی یونان، که سوفسطائیان به‌وجود آورده بودند، اخذ و اقتباس کردند. فن خطابه و سخنوری یکی از مهم‌ترین مرام و کمال مطلوب هر رومی بود و هرکس می‌خواست پایگاهی در جامعه احراز کند، کلانتر شود، به پروکنسولی برسد یا پیشوای قوم باشد می‌بایستی در سخنرانی و سخنوری ماهر شود. پس از انقراض جمهوری و استقرار امپراتوری در ۲۷ ق. م، آزادی بیان محو شد و دیگر به سخنرانی حاجت نبود و کسی بدان‌وسیله ترقی نمی‌کرد و مدارس نامبرده رفته‌رفته روبه‌انحطاط گذاشت و سخنوری جزو هنرهای زیبا (نه عملی و کاربردی) قرار گرفت.

### بردگان
در پائین هرم نظام اجتماعی جامعه رومی، بردگان قرار داشتند، که سخت‌ترین و کم‌اهمیت‌ترین کارها را انجام می‌دادند. رومیها از اسیران جنگی به عنوان برده استفاده می‌کردند. بردگان هیچ گونه آزادی و حق انتخابی نداشتند. حتی در میان بردگان نیز طبقه‌های مختلفی وجود داشت. زندگی سخت روزانه یک برده که در معدنها کار می‌کرد، از زندگی روزانه یک برده تحصیلکرده یونانی که به عنوان یک معلم خصوصی محترم به کودکان رومی تدریس می‌کرد، بسیار فاصله داشت. به هر حال، از اولین قرن میلادی، شرایط زندگی بردگان بهبود پیدا کرد و بسیاری از آن مردان، آزادی خود را به‌دست آوردند.

### زبان
زبان مشترک در سراسر امپراتوری روم، زبان لاتین بود. بیشتر زبانهای امروزی اروپا از جمله ایتالیایی، اسپانیایی، فرانسه، پرتغالی و رومانیایی از لاتین گرفته شده‌اند و بدان‌ها زبان‌های رومی می‌گویند. بسیاری از لغات موجود در زبان انگلیسی نیز از لاتین گرفته شده‌اند.

### خانه‌های رومی
رومیان ثروتمند در خانه‌های بزرگ و وسیع شهری زندگی می‌کردند. درشهر پمپی به این خانه‌ها (ویلا) می‌گفتند. از بیرون جلوه این خانه‌ها زیاد چشمگیر نبود؛ زیرا تنها تعداد محدودی درب و پنجره کوچک نرده‌ای داشتند که مانع ورود دزدان می‌شد.

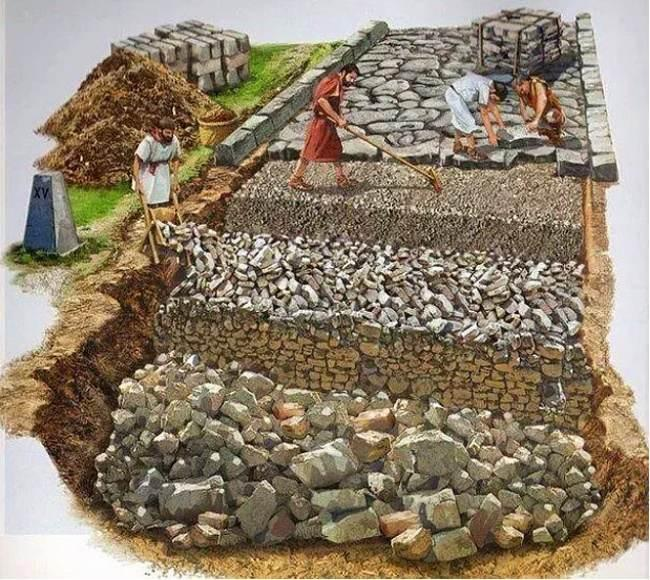

## خدمات روم به تمدن
روم خدماتی به عالم تمدن کرده که یکی از آن‌ها متحد کردن تمام کشورهای مغرب و حوضه مدیترانه است که موجب شد زبان و آداب و رسوم و سنن و عرف و پول رایج و قانون متحدالشکل گردد، امری که در تسهیل انتشار دین مسیح و حفظ دنیای غرب هنگام هجوم قبایل وحشی عامل بسیار مهمی بود؛ مثلاً اگر به‌تعداد کشورهایی که اکنون در محل امپراتوری روم موجود هستند در آن‌زمان مملکت مستقل وجود داشت، شاید مسیحیت تا امروز در تمام آن منتشر نمی‌شد؛ حال آنکه ایمان آوردن امپراتور روم برای نشر این دین در تمام امپراتوری کافی بود.
دومین خدمت مهم روم تدوین مجموعه‌ای از قوانین است. قوانینی که در روم بود به‌واسطهٔ تصمیمات دادگاه‌ها و مقررات رفته‌رفته مبسوط گردید و چون فهرست نداشت، پیدا کردن قانون معینی دشوار شد تا اینکه به‌فرمان تئودئوس دوم در ۴۳۸ میلادی و ژوستینین در ۵۳۸ میلادی آن‌ها را به‌شکل مجموعه‌ای واحد درآوردند که تا امروز باقی است. ژرمن‌ها که بر روم تاختند و امپراتوری روم غربی را سرنگون کردند این قوانین را پذیرفتند، و مجموعهٔ آن در قرون وسطی کتاب درس دانشکده‌های حقوق شد و در دانشگاه‌ها معمول و متداول گشت. در قرون وسطی، اساس حقوق کلیسا بر همین مجموعهٔ قوانین بود و امروز پایهٔ حقوق برخی کشورهای متمدن بر آن استوار است. ممالک لاتینی چون اسپانیا و فرانسه و ایتالیا حقوقشان را از قانون روم گرفته‌اند. به‌واسطهٔ تصرف قسمتی از آمریکا توسط فرانسویان و اسپانیاییان در ۱۸۲۴ مجموعهٔ قوانینی به‌نام قوانین لوئیزیان تنظیم گردید که از مأخوذ از حقوق روم است و اسپانیاییان و پرتغالیان نیز، به‌نوبهٔ خود، پس از تصرف آمریکای مرکزی و جنوبی قوانین روم را در آن سامان معمول داشتند. ایران در دوران دودمان پهلوی نیز، که بخشی از نظام حقوقی‌اش را از فرانسه اقتباس کرده بود، از حقوق روم بهره برده بود.
بسط و توسعهٔ زبان لاتین نیز از خدمات روم است. الفاظ و واژه‌ها و حتی جملات لاتین در بیشتر زبان‌های اروپایی چون فرانسوی و انگلیسی و آلمانی و اسپانیولی و پرتغالی و ایتالیایی و زبان تمام آمریکای مرکزی و جنوبی بسیار فراوان است. در تمام قرون وسطی و آغاز عصر جدید، لاتین زبان علمی مغرب زمین بود و اصطلاحات علمی نیز غالباً از کلمات لاتین مشتق شده‌اند. در قرون وسطی و رنسانس، این زبان مهم‌ترین مادهٔ درسی بود؛ ولی در نتیجهٔ جنبش اصلاح دینی این زبان در ممالکی که مذهب پروتستان را پذیرفتند به‌تدریج منسوخ شد و زبان مادری هر کشور جای آن را گرفت، و نویسندگان و دانشمندان اروپا به‌تدریج زبان ملی را در تدریس و تألیف و تحریر به‌کار بردند، به‌طوری‌که در قرن هفدهم دیگر زبان علمی و فلسفی انحصار به لاتین نداشت و در زندگانی چندان بدان حاجت نبود و اهمیت پیشینش در مدارس را از دست داد،ولی هنوز هم مواد درسی لاتین و ادبیات لاتینی در برخی دانشگاه‌های اروپا تدریس می‌شود، برای نمونه در دانشگاه آکسفورد تا به‌امروز زبان و ادبیات رومی و یونانی بزرگ‌ترین اهمیت را دارد و توجهی که بدین مواد درسی می‌شود به‌علوم طبیعی و ریاضی نمی‌شود.
چهارمین خدمت رومیان تکمیل الفبای لاتین است که امروز تمام ملل متمدن بدان آشنا هستند. مبنای این الفبا الفبای فنیقی بود که از یونانیان اخذ کرده بودند و در جنوب ایتالیا میانشان معمول بود. رومیان آن را گرفته اضافاتی در آن وارد کردند. امروزه، به‌جز یونان (الفبای یونانی) و روسیه (الفبای سیریلیک) الفبای تمام اروپا و تمام آمریکای شمالی و مرکزی و جنوبی و استرالیا و بخش بزرگی از آفریقا و ترکیه همین الفبای لاتین است و پرکاربردترین الفبای جهان می‌باشد.
بالاخره، طرز فرمانروایی و ادارهٔ کشور و مختار گذاشتن هر شهری در کار خود و تعیین حدود و اختیاراتی برای آن نیز از میراث روم است که به کشورهای مغرب زمین رسید و اکنون در بیشتر آن‌ها، مانند انگلستان و ایالات متحده آمریکا، معمول و متداول است.